# Etnia evenki
La etnia evenki o ewenki (en evenki, Ewenkīl, en chino, 鄂温克; pinyin, Èwēnkè, en ruso: Эвенки, romanizado: Evenki), antiguamente denominados tungús o tungúes, son un pueblo indígena originario de la zona norte de Siberia en Rusia. Los evenki forman una de las 56 minorías étnicas oficialmente reconocidas por el gobierno de la República Popular China.

## Idioma
El idioma evenki pertenece al grupo de las lenguas tungús.
El vocabulario básico tiene mucho en común con el mongol, lo que indica una estrecha relación entre ambas lenguas. En algunas zonas se puede apreciar una fuerte influencia de los idiomas yakuto y buriato. 
El idioma evenki varía considerablemente según la zona y está dividido en tres grandes grupos dialectales: el norteño, el sureño y el dialecto del este. Estos están divididos a su vez en subdialectos. El sistema de escritura para el ewenki se creó a finales de los años 1920.

## Cultura
Los evenki fueron en sus orígenes un pueblo nómada, por lo que solían vivir en campamentos formados por diversas tiendas. En idioma evenki, estas tiendas, generalmente de forma redonda, son conocidas como cuoluozi. Aunque el tamaño de las tiendas variaba según la estación del año y el tamaño que tuviera la familia, solían medir unos tres metros de ancho por cinco metros de diámetro.
Los evenki son hábiles jinetes y muchos de ellos se dedican a la cría de renos. A partir de los siete años, los niños de este pueblo aprenden a montar para poder acompañar a sus padres en los trabajos de pastoreo. Usan unas sillas de montar especialmente adaptadas para poder montar a los renos, a los cuales también usan como animales de carga, en lugar de para arrastrar trineos, como hacen otras etnias. Cuando tienen renos viajan montando a algunos de ellos, y es por esto que cada familia tiene pequeños rebaños de unos 25 ejemplares.
Los Evenki nunca se comen a sus renos domésticos, mientras que sí cazan y comen los salvajes.

## Religión
Existen grupos de cristianos ortodoxos entre los evenki tanto de Rusia como de China, así como creyentes en el budismo tibetano. Sin embargo, la mayor parte de este pueblo aún sigue siendo animista.
Los ewenki adoran a los espíritus de sus antepasados así como al fuego, al que consideran un dios. Antes de empezar a comer, los evenki realizan un ritual de saludo al dios del fuego. También adoran a los osos y después de matar a uno de estos animales se realizan rituales con el fin de dar un "entierro del viento" a las bestias. Los entierros del viento consisten en dejar los restos del cadáver al aire libre para que sean devorados por los cuervos.

## China
Aproximadamente 25.000 ewenki viven en China. De ellos, unos 23.000 viven en la región Hulunbuir, en la región autónoma de Mongolia Interior, cerca de la ciudad de Hailar.

### Historia
Los antepasados de los ewenki actuales fueron pueblos nómadas que habitaron en las orillas del lago Baikal y que vivían básicamente de la caza y la pesca. A partir de la dinastía Tang empezaron a desplazar sus asentamientos hacia el este. Una rama de este pueblo se estableció, durante la dinastía Yuan, en las orillas del río Heilong. Se los conocía como "la gente del bosque", junto con los oroqen y los mongoles que también habitaban la zona.
Durante la dinastía Qing se los llamó suolons o kemukians. Los suolons quedaron rápidamente bajo control manchú. Desde mediados del siglo XVII, las continuas invasiones de la zona por parte de la Rusia de los zares obligó a los ewenki a desplazarse hasta la zona del río Nenjiang.

## Rusia

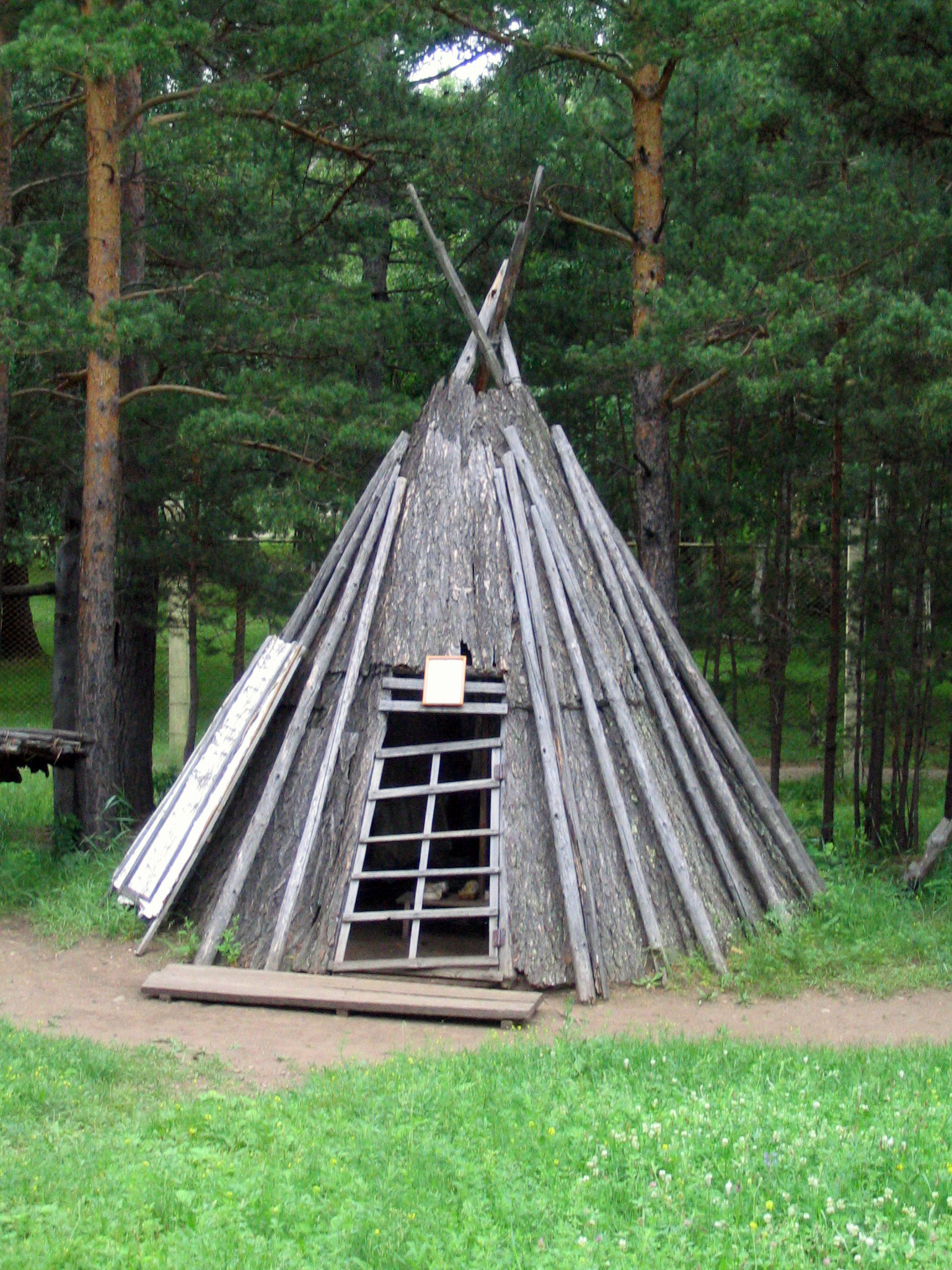
Casa Ewenki, morada ewenki en el museo etnográfico de Ulán-Udé, Rusia.

Los ewenki habitan una amplia zona de la taiga siberiana. El territorio ewenki se extiende desde el río Obi al oeste hasta el mar de Ojotsk al este, y desde el océano Ártico al norte hasta Manchuria y la isla de Sajalín al sur. El área total habitada por este pueblo es de alrededor de 2.500.000 km². En toda la Federación de Rusia, solo la etnia rusa ocupa una zona de mayor extensión.
Según la estructura administrativa, los ewenki habitan junto con otros pueblos las regiones de Tiumén, Tomsk, Irkutsk y Amur. Su territorio autónomo, sin embargo, se encuentra en el krai de Krasnoyarsk, en el que viven unos 5000 evenkis.

### Contacto con los rusos
En el siglo XVII, el Imperio ruso comenzó a expandirse hasta entrar en contacto con los remotos evenki. Los cosacos, hombres que servían como una especie de guardia fronteriza para el gobierno zarista, establecieron un impuesto de pieles a las tribus siberianas. Aunque hubo algunas rebeliones, los evenki generalmente "reconocieron la necesidad de relaciones culturales pacíficas con los rusos". Sin embargo, el contacto con los rusos fue empujando a los evenki más hacia el este hacia la isla de Sajalín, donde aún viven sus descendientes. En el siglo XIX, algunos migraron al sur y al este en dirección a Mongolia y a Manchuria.